# Mistrovství světa v silniční cyklistice žen – časovka družstev
Časovka ženských družstev byla součástí Mistrovství světa v silniční cyklistice v letech 1987 až 1994, jezdila se na trati 50 km a zúčastnila se jí čtyřčlenná národní družstva. V letech 2012 až 2018 se jezdila v rámci Mistrovství světa časovka ženských týmů, které se zúčastnily šestičlenné týmy složené ze závodnic různých národností.

## Časovka družstev
| Lp. | Rok     | Km   | Místo     | Zlato                                                                        | Stříbro                                                                   | Bronz                                                                         |
| --- | ------- | ---- | --------- | ---------------------------------------------------------------------------- | ------------------------------------------------------------------------- | ----------------------------------------------------------------------------- |
| 1   | MS 1987 | 50,0 | Villach   | Ałła Jakowlewa Naděžda Kibardinová Tamara Poliakowa Lubow Pogowicznikowa     | Inga Thompson Sue Ehlers Jane Marshall Leslie Schenk                      | Francesca Galli Roberta Bonanomi Imelda Chiappa Monica Bandini                |
| 2   | MS 1988 | 50,0 | Ronse     | Monica Bandini Roberta Bonanomi Maria Canins Francesca Galli                 | Ałła Jakowlewa Naděžda Kibardinová Swietłana Rożkowa Laima Zilporite      | Jeannie Golay Phyllis Hines Jane Marshall Leslie Schenk                       |
| 3   | MS 1989 | 50,0 | Chambéry  | Naděžda Kibardinová Tamara Poliakowa Laima Zilporite Natalia Mielechina      | Monica Bandini Roberta Bonanomi Maria Canins Francesca Galli              | Valérie Simonnet Cécile Odin Catherine Marsal Nathalie Cantet                 |
| 4   | MS 1990 | 50,0 | Ucunomija | Leontien van Moorselová Monique Knol Cora Westland Astrid Schop              | Inga Thompson Eva Stephenson Phyllis Hines Maureen Manley                 | Natalia Mielechina Naděžda Kibardinová Walentyna Połchanowa Natalia Czypajewa |
| 5   | MS 1991 | 50,0 | Stuttgart | Marion Clignet Nathalie Gendron Catherine Marsal Cécile Odin                 | Cora Westland Astrid Schop Monique Knol Monique De Bruin                  | Natalia Grinina Naděžda Kibardinová Walentyna Połchanowa Aiga Zagorska        |
| 6   | MS 1992 | 50,0 | Benidorm  | Eva Stephenson Jeannie Golay Jan Bollandová Danute Bankaitis-Davis           | Corinne Le Gal Jeannie Longová Catherine Marsal Cécile Odin               | Gulnara Fatkulina Natalia Grinina Aleksandra Koliasewa Naděžda Kibardinová    |
| 7   | MS 1993 | 50,0 | Oslo      | Olga Sokołowa Swietłana Bubnenkowa Aleksandra Koliasewa Walentyna Połchanowa | Eva Stephenson Jeannie Golay Jan Bollandová Deirdre Demet                 | Roberta Bonanomi Alessandra Cappellotto Michela Fanini Fabiana Luperini       |
| 8   | MS 1994 | 50,0 | Agrigento | Olga Sokołowa Swietłana Bubnenkowa Aleksandra Koliasewa Walentyna Połchanowa | Jolanta Polikevičiūtė Rasa Polikevičiūtėová Diana Žiliūtė Liuda Triabaitė | Deirdre Demet-Barry Eve Stephenson Jeannie Golay Alison Dunlap                |

## Časovka týmů
| Rok     | Místo      | Zlato | Stříbro | Bronz |
| ------- | ---------- | --- | --- | --- |
| MS 2012 | Limburg    | Charlotte Beckerová Ellen van Dijková Amber Nebenová Evelyn Stevensová Ina-Yoko Teutenbergová Trixi Worracková                                      | Judith Arndtová Shara Gillowová Loes Gunnewijková Melissa Hoskinsová Alex Rhodesová Linda Villumsenová                                        | Chantal Blaaková Lucinda Brandová Jessie Daamsová Sharon Lawsová Emma Pooleyová Kirsten Wildová                                               |
| MS 2013 | Toskánsko  | Lisa Brennauerová Ellen van Dijková Katie Colcloughová Carmen Smallová Trixi Worracková Evelyn Stevensová                                           | Lucinda Brandová Thalita de Jongová Pauline Ferrand-Prevotová Roxane Knetemannová Annemiek van Vleutenová Marianne Vosová                     | Annette Edmondsonová Shara Gillowová Loes Gunnewijková Melissa Hoskinsová Emma Johanssonová Amanda Sprattová                                  |
| MS 2014 | Ponferrada | Chantal Blaaková Lisa Brennauerová Karol-Ann Canuelová Carmen Smallová Evelyn Stevensová Trixi Worracková                                           | Annette Edmondsonová Melissa Hoskinsová Emma Johanssonová Jessie MacLeanová Valentina Scandolarová Amanda Sprattová                           | Alena Amjaljusiková Simona Frapportiová Doris Schweizerová Alison Tetricková Silvia Valsecchiová Susanna Zorziová                             |
| MS 2015 | Richmond   | Alena Amjaljusiková Lisa Brennauerová Karol-Ann Canuelová Barbara Guarischiová Mieke Krögerová Trixi Worracková                                     | Lizzie Armitsteadová Chantal Blaaková Christine Majerusová Katarzyna Pawłowská Evelyn Stevensová Ellen van Dijková                            | Lucinda Brandová Thalita de Jongová Shara Gillowová Roxane Knetemannová Katarzyna Niewiadomá Anna van der Breggenová                          |
| MS 2016 | Dauhá      | Chantal Blaaková (NED) Karol-Ann Canuelová (CAN) Lizzie Deignanová (GBR) Christine Majerusová (LUX) Evelyn Stevensová (USA) Ellen van Dijková (NED) | Alena Amialiusiková (BLR) Hannah Barnesová (GBR) Lisa Brennauerová (DEU) Elena Cecchiniová (ITA) Mieke Krögerová (DEU) Trixi Worracková (DEU) | Ciara Horneová (GBR) Lisa Kleinová (DEU) Lotta Lepistöová (FIN) Ashleigh Moolmanová (RSA) Joëlle Numainvilleová (CAN) Stephanie Pohlová (DEU) |
| MS 2017 | Bergen     | Lucinda Brand (NED) Leah Kirchmann (CAN) Floortje Mackaij (NED) Coryn Rivera (USA) Sabrina Stultiens (NED) Ellen van Dijková (NED)                  | Chantal Blaaková (NED) Karol-Ann Canuel (CAN) Megan Guarnier (USA) Christine Majerus (LUX) Amy Pieters (NED) Anna van der Breggenová (NED)    | Lisa Klein (DEU) Clara Koppenburg (DEU) Lotta Lepistö (FIN) Cecilie Uttrup Ludwigová (DEN) Ashleigh Moolman (RSA) Stephanie Pohl (DEU)        |
| MS 2018 | Innsbruck  | Alena Amialiusik (BLR) Alice Barnes (GBR) Hannah Barnes (GBR) Elena Cecchini (ITA) Lisa Klein (GER) Trixi Worrack (GER)                             | Chantal Blaaková (NED) Karol-Ann Canuel (CAN) Amalie Dideriksen (DEN) Christine Majerus (LUX) Amy Pieters (NED) Anna van der Breggenová (NED) | Lucinda Brand (NED) Leah Kirchmann (CAN) Liane Lippert (GER) Pernille Mathiesen (DEN) Coryn Rivera (USA) Ellen van Dijková (NED)              |